# William Mathews
William Mathews que nasceu a 1828 em  Hagley no Worcestershire e  morreu em 1901 na mesma localidade, é um geometra e alpinista inglês, e que foi o primeiro a propor a fundação de um Alpine Club, nome dado ao Clube alpino inglês.

## Alpinista
Visita os Alpes e realiza algumas primeira ascensão particularmente no Maciço da Vanoise e no alpes do Delfinado.

## Ascensões
- 1853 - Mont Vélan
- 1856 - Mont Rose
- 1857 - Combin de la Tsessette (4 141 m, Grand Combin)
- 1857 - Première ascension britannique du Finsteraarhorn
- 1859 - Mont Blanc
- 1860 - Primeira ascensão da Grande Casse com Michel Croz e Étienne Favre
- 1861 - Primeira ascensão do Monte Viso com Frederick William Jacomb, Jean-Baptiste e Michel Croz
- 1861 - Primeira ascensão do Castor com F. W. Jacomb et Michel Croz
- 1862 - Ascensão do Mont Pourri pela face Oeste com Jean-Baptiste Croz, Michel Croz e Thomas George Bonney
- 1864 - Pic de la Maladeta